# Nicolas Jaar

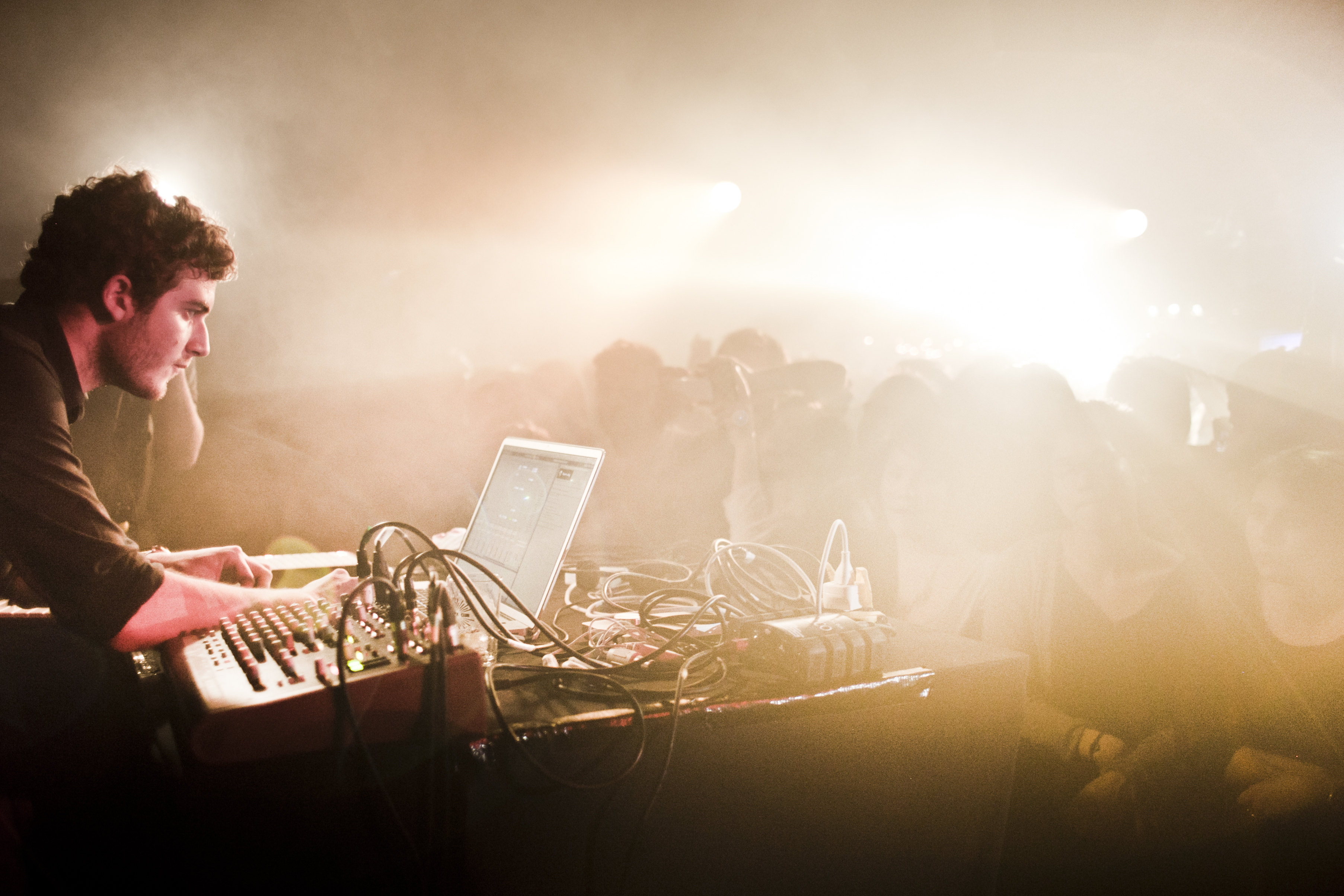
Nicolas Jaar live im Rex Club in Paris (2011)

Nicolas Jaar (* 10. Januar 1990 in New York) ist ein chilenisch-amerikanischer Musiker.

## Leben
Nicolas Jaar ist der Sohn des bildenden Künstlers Alfredo Jaar. Seine Kindheit verbrachte er in Chile. Als Teenager kehrte er nach New York zurück.
Im Jahre 2004 begann Jaar, unter dem Eindruck der Werke von Mulatu Astatke und Erik Satie elektronische Musik zu mixen. Dabei beeinflusste ihn auch besonders das Album Thé au Harem d’Archimède des deutschen Techno-DJs Ricardo Villalobos. Darüber hinaus nennt Jaar Einflüsse wie äthiopischen Jazz, Hip-Hop und Trip-Hop sowie Referenzen an französische Kultur, mit der er durch seine französische Mutter in Kontakt kam. Mit 17 Jahren debütierte er beim Label Wolf and Lamb mit der EP The Student. 2009 gründete Jaar sein eigenes Label Clown and Sunset.
Sein Debütalbum Space Is Only Noise veröffentlichte er im Januar 2011. Es wurde von Fans und Kritik hoch gelobt, u. a. vom Branchenmagazin Pitchfork mit 8,4 von 10 Punkten als „Best New Music“ bewertet, im The Guardian bekam es vier von fünf Sternen. Diverse Szenewebsites und Magazine wählten das Album zum „Album des Jahres“, so zum Beispiel Resident Advisor, Mixmag, Crack Mag, und Nr. #2 bei DJ Mag. Für die Tour zum Album gründete Jaar eine Band, deren Sounds er mit den Klängen aus seinem Laptop und mit seinem eigenen Gesang kombiniert. Die Band besteht aus seinen ehemaligen Mitschülern Will Epstein am Saxofon und Klavier, Dave Harrington (mit dem Jaar auch das Duo Darkside bildet) an der Gitarre und Ian Sim am Schlagzeug.
Im Jahr 2015 produzierte Jaar den Soundtrack für das französische Film-Drama Dämonen und Wunder (Dheepan), welches im selben Jahr erschien.
Darüber hinaus lud Nicolas Jaar den experimentellen Film The Colors of Pomegranates aus dem Jahr 1969 auf der Videoplattform YouTube hoch und unterlegte diesen mit seinem eigens produzierten Soundtrack bestehend aus 20 Instrumentalstücken. Den Soundtrack bietet Jaar unter dem Titel Pomegranates zum kostenlosen Download an. 2019 zeichnete er für die Filmmusik zu Ema verantwortlich.
2020 folgten sein drittes (Cenizas) und viertes Studioalbum (Telas) auf seinem eigenen Label, Other People. Zudem veröffentlichte Jaar als A.A.L sein zweites Studioalbum 2017-2019 sowie eine Single mit Gastbeiträgen von FKA twigs und Lydia Lunch.
Jaar studierte Komparatistik an der Brown University in Providence, Rhode Island.

## Diskografie

### Unter eigenem Namen
Alben
- 2011: Space Is Only Noise
- 2016: Sirens
- 2016: Nymphs
- 2020: Cenizas
- 2020: Telas
- 2025: Piedras 1 & 2

Singles und EPs
- 2008: The Student
- 2010: Russian Dolls
- 2010: Marks & Angles
- 2010: Time for Us / Mi mujer
- 2010: Love You Gotta Lose Again
- 2011: Nico’s Bluewave Edits
- 2011: Don’t Break My Love
- 2015: Nymphs II[9]
- 2015: Nymphs III

Soundtrack
- 2015: Dheepan
- 2015: Pomegranates
- 2020: Dasatskisi

### Als Teil von Darkside
Album
- 2013: Psychic
- 2013: Live In Paris
- 2021: Spiral
- 2025: Nothing

EP
- 2011: Darkside EP
- 2013: Heart
- 2014: Paper Trails

### Als A.A.L. (Against All Logic)
Album
- 2018: 2012-2017[10]
- 2020: 2017-2019[11]

Singles / EP
- 2014: You Are The One
- 2020: Illusions of Shameless Abundance[12]